# Niveria
Niveria là một chi ốc biển nhỏ, là động vật thân mềm chân bụng sống ở biển trong họ Triviidae.

## Các loài
Các loài trong chi Niveria gồm có:
- Niveria brasilica Fehse & Grego, 2005[3]
- Niveria campus (Cate, 1979)
- Niveria carabus (Cate, 1979)
- Niveria cherobia (Cate, 1979)
- Niveria circumdata (Schilder, 1931)
- Niveria fusca (Sowerby, 1832)
- Niveria galapagensis (Melvill, 1900)
- Niveria harriettae Fehse & Grego, 2010[4]
- Niveria lathyrus (Blainville, 1826)
- Niveria liltvedi (Gofas, 1984)
- Niveria maceica Fehse & Grego, 2005[5]
- Niveria maltbiana (Schwengel & McGinty, 1942)
- Niveria maugeriae (G.B. Sowerby II, 1832)
- Niveria nix (Schilder, 1922)[6]
- Niveria pacifica (Sowerby, 1832)
- Niveria problematica (Schilder, 1931)
- Niveria quadripunctata (Gray, 1827)[7]
- Niveria rubescens (Gray, 1833)
- Niveria sanguinea (Sowerby, 1832)
- Niveria spongicola (Monterosato, 1923)
- Niveria suffusa (Gray, 1827)[8]
- Niveria werneri Fehse, 1999[9]

Các loài được đưa vào đồng nghĩa
- Niveria aquatanica Cate, 1979: đồng nghĩa của Niveria nix (Schilder, 1922)
- Niveria colettae Fehse, 1999[10]: đồng nghĩa của Cleotrivia coletteae (Fehse, 1999)
- Niveria dorsennus Cate, 1979: đồng nghĩa của Dolichupis dorsennus (Cate, 1979)
- Niveria grohorum Fehse & Grego, 2008: đồng nghĩa của Trivia grohorum (Fehse & Grego, 2008)
- Niveria meridionalis Cate, 1979: đồng nghĩa của Dolichupis meridionalis (Cate, 1979)